# Herschel Island
Herschel Island oder Qikiqtaruk ist eine kanadische Insel in der Beaufortsee, die Teil des Arktischen Ozeans ist.
Herschel Island liegt rund 150 Kilometer westlich vom Mündungsdelta des Mackenzieflusses und 70 Kilometer östlich der Grenze zu Alaska. Die Insel ist eines der nördlichsten Gebiete des Territoriums Yukon; nur an der Grenze zu Alaska am 141. Längengrad West reicht die Landmasse des Territoriums noch einige hundert Meter weiter nach Norden. Sie ist 112 km² groß; sie hat eine maximale Länge von ca. 18 km und eine maximale Breite von ca. 11 km, die höchste Erhebung erreicht 182 m. Vom Festland ist die Insel durch die Workboat Passage getrennt, die an ihrer engsten Stelle im Westen beim Welles Point (Endpunkt der Halbinsel Avadlek Spit bzw. Nunugruak) nur rund 1800 Meter breit ist.
Da Herschel Island innerhalb des nördlichen Polarkreises liegt, scheint im Sommer vom 19. Mai bis 24. Juli durchgehend die Sonne, im Winter herrscht vom 29. November bis zum 14. Januar Polarnacht, um die Weihnachtszeit nur mit Dämmerungslicht um die Mittagszeit.

## Geschichte
Der erste Europäer, der die Insel gesichtet hat, war Sir John Franklin, der sie im Jahr 1826 erreichte und nach seinem Freund, dem Wissenschaftler Sir John Herschel, benannte. Zu dieser Zeit existierten noch drei Siedlungen der Inuvialuit (Kigirktaugmiut) auf der Insel. Die Schätzungen über die Gesamtzahl der Einwohner im äußersten Norden schwanken zwischen 200 und 2000. Sie waren im Besitz russischer Waren, die sie durch Tauschhandel mit den Inupiat aus Alaska erworben hatten. Sie handelten zugleich mit den Gwich'in im Mackenziedelta und im Gebiet des Porcupine River.
Zwischen 1890 und 1907 hatte die Insel bis zu 1.500 Einwohner, viele von ihnen Walfänger, mit der Station an der Pauline Cove (Ilutaq) an der Ostküste der Insel.
Gemäß den Mitte des 20. Jahrhunderts geltenden politischen Leitlinien wurden die Inuvialuit von Herschel Island in die Gemeinden Aklavik oder Inuvik umgesiedelt. Auch die 1903 errichtete Station der Royal Canadian Mounted Police wurde 1964 geschlossen. In den 1970er-Jahren gab es noch einmal Aktivitäten auf der Insel, als Pauline Cove als sicherer Hafen für Ölsuchschiffe genutzt wurde; noch heute liegt hier ein eingemottetes Suchschiff. Die letzten dauerhaften Bewohner verließen die Insel, als diese 1987 Teil des 116 km² großen Herschel Island – Qikiqtaruk Territorial Parks wurde; seither halten sich nur die Park-Ranger in den Sommermonaten hier auf.
1993 und nochmals 2003 machte der deutsche Abenteuerreisende Arved Fuchs bei seinen Durchquerungen der Nordwestpassage auf Herschel Island Station.
Während des Sommers kommen Besucher mit Kreuzfahrtschiffen oder mit in Inuvik gecharterten Wasserflugzeugen hierher, um die ehemaligen Siedlungsgebäude, die nun als Museum dienen, zu besichtigen. Interesse finden auch die Walfängergräber und die hier lebenden Tiere (Vögel, Karibus, Polarfüchse und gelegentlich auch Eisbären). Von November bis Juni, wenn das umliegende Meer zugefroren ist, wandern Landtiere zwischen der Insel und dem Festland.

## Erosion durch Auftauen des Permafrostbodens
Durch das Auftauen des Permafrostbodens ist die Steilküste der Insel – wie die gesamte arktische Küstenzone – stark erosionsgefährdet. Die Küstenlinie zieht sich bis zu 22 Meter pro Jahr zurück. Die Schlammlawinen erzeugen große nährstoffreiche Sedimentfahnen im Meer.

## Bildergalerie

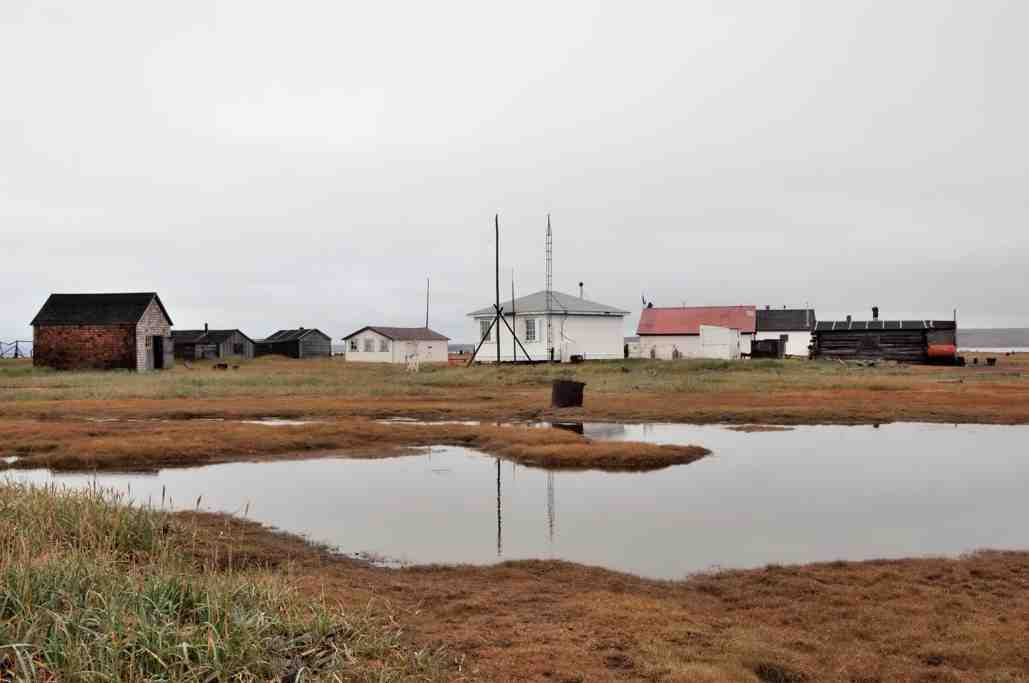
Ehemalige Walfangstation, heute Museum
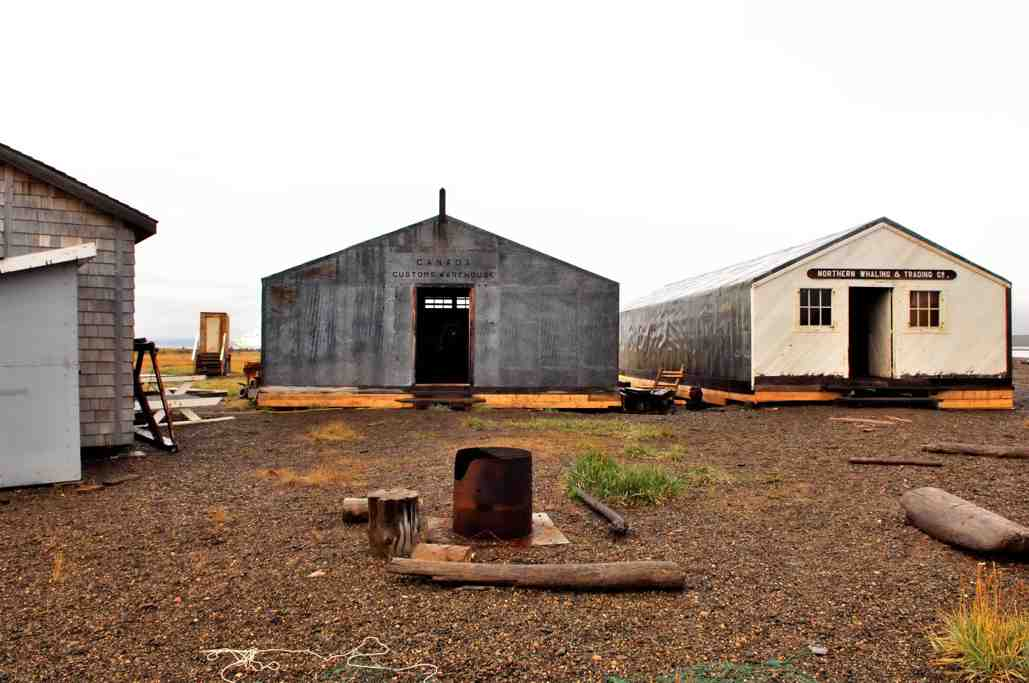
Ehemalige Walfangstation
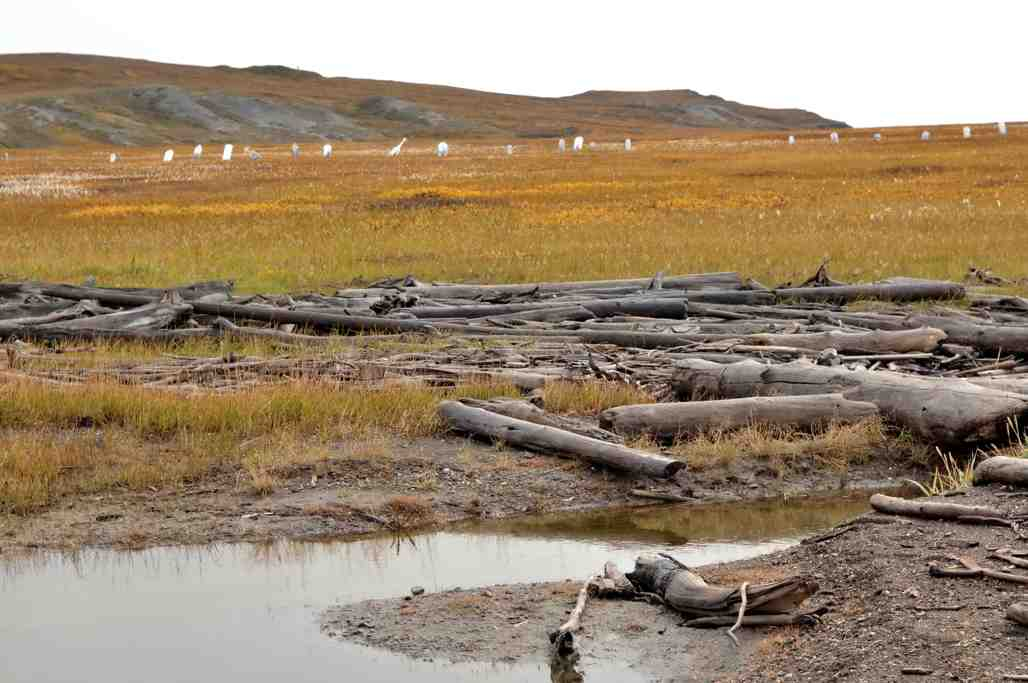
Walfänger-Begräbnisstätte